# Crnotince
Crnotince (en serbe cyrillique : Црнотинце ; en albanais : Corrotica) est une localité de Serbie située dans la municipalité de Preševo, district de Pčinja. En 2002, elle comptait 1 454 habitants, dont 1 445 Albanais (99,38 %).
Crnotince est officiellement classé parmi les villages de Serbie.
En septembre 2011, l'assemblée des députés albanais de Preševo, Bujanovac et Medveđa a incité les Albanais de Serbie à boycotter le recensement prévu pour le mois d'octobre de cette année-là ; de ce fait, aucun chiffre de population n'a été communiqué pour les localités de la municipalité de Preševo.

## Démographie
| 1948 | 1953  | 1961  | 1971  | 1981  | 1991  | 2002  |
| ---- | ----- | ----- | ----- | ----- | ----- | ----- |
| 919  | 1 010 | 1 103 | 1 255 | 1 514 | 1 730 | 1 454 |

|  |

En 2012, la population de Crnotince était estimée à 1 391 habitants.